# Strasser

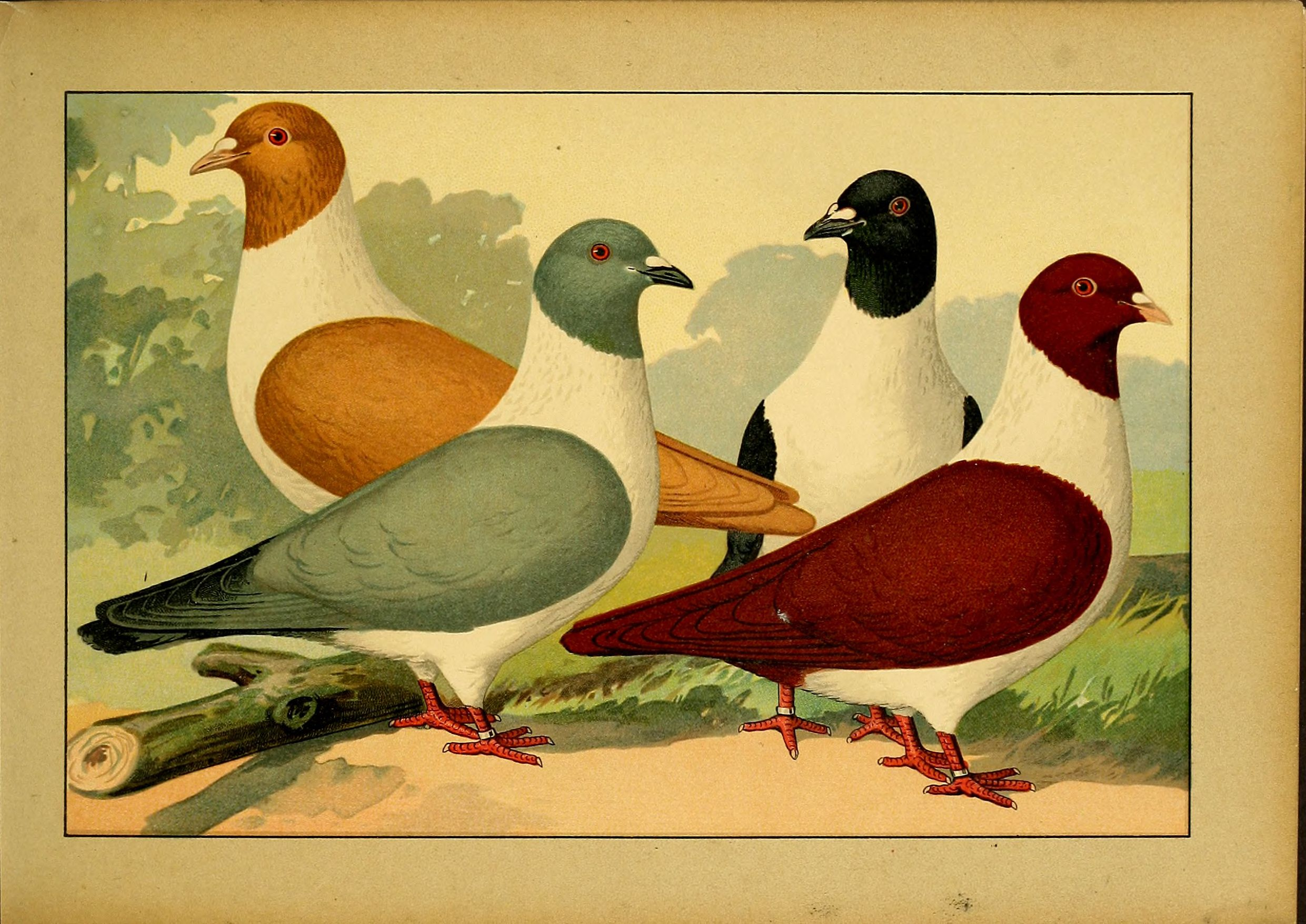
Różne odmiany barwne strasserów (Schachtzabel 1906)

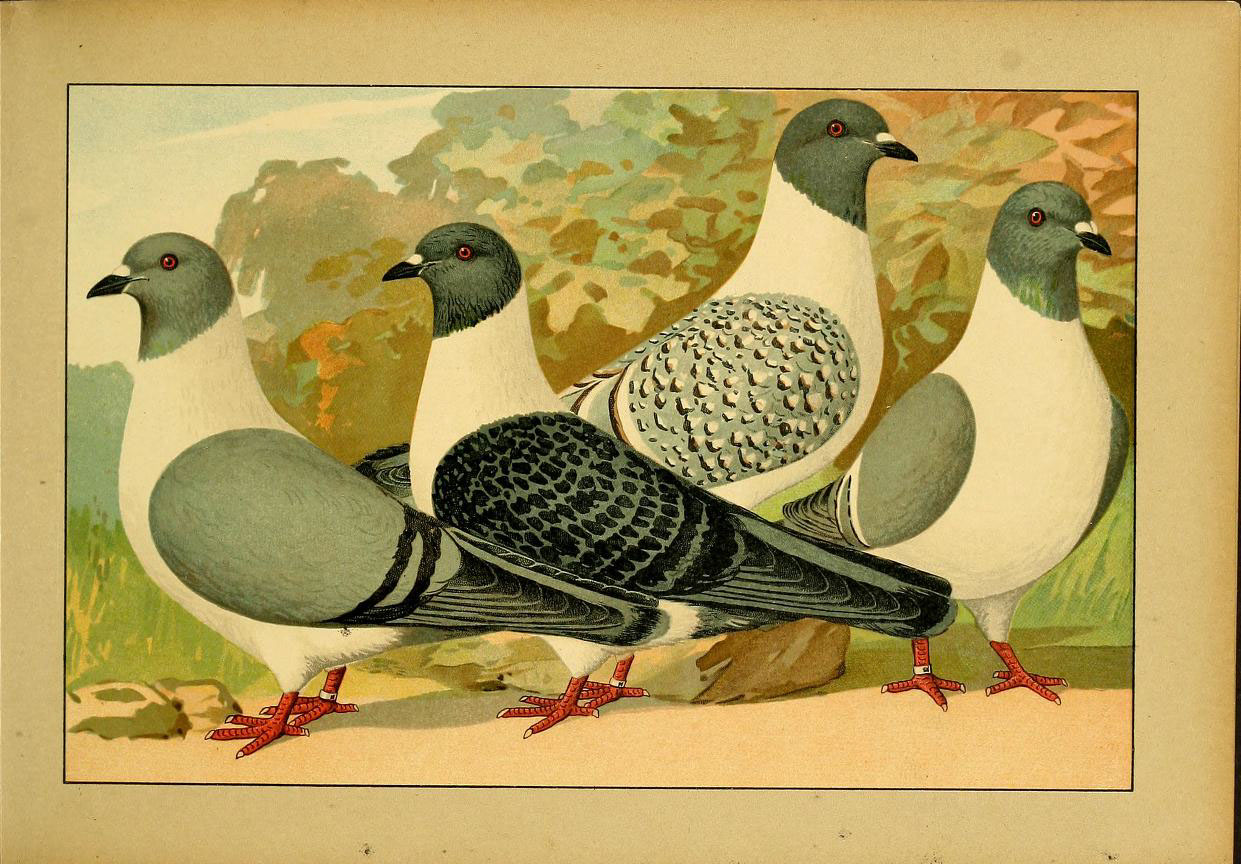
Fragment z "llustriertes Prachtwerk sämtlicher Taubenrassen" przedstawia strassery

Strasser (ang. nazwa funkcjonuje też w niem. i fr.) – rasa gołębia należąca do grupy uformowanych (I), wywodząca się, jak wszystkie inne, z udomowionego gołębia skalnego. Rasa została wyhodowana w XIX wieku (około 1840 roku) na Morawach. Pochodzenie rasy nie jest dokładnie ustalone: choć pewnym jest, iż pochodzi od gołębia polnego, garłacza i kury florenckiej, spokrewnienie z podobnymi rasami jest nieustalone. 
Pierwotnym typem tego gołębia był gołąb czubaty, dopiero później przez selekcję uzyskano ptaki gładkogłowe.
Normalizacji standardu strassera dokonano w Niemczech w 1875 roku. Strasser z uwagi na dużą wydajność produkcyjną i małą płochliwość jest ceniony przez hodowców gołębi na całym świecie; wykorzystywany jako gołąb mięsny,także wystawowy.

## Historia

### Pochodzenie
Rasa została wyhodowana w XIX wieku na Morawach (Horst Shmidt podaje dokładniejszą datę oraz miejsce: Nikolsburg, około 1840 vide:), z krzyżówek gołębia polnego, garłacza i kury florenckiej, równolegle z czterema innymi gołębiami, o podobnej budowie i upierzeniu (morawski strasser, czeski strasser, niemiecki strasser,kanik pracheński) co utrudnia ustalenie dokładnej historii krzyżowania i wpływu poszczególnych ras na dzisiejszego gołębia. Normalizacją strassera zajęli się hodowcy niemieccy hodując własną odmianę w 1875, która to została zarejestrowana w 1907 jako "strasser", z nieco zmienionym upierzeniem i budową w stosunku do "oryginalnego" gołębia z Moraw, którego wyodrębniono jako "morawskiego strassera". Wystawy gołębia w Niemczech organizowane są od 1891, 16 lat przed założeniem stowarzyszenia hodowców.

### Nazwa
Nazwa gołębia wywodzi się z niemieckiego słowa "ulica" (Straβe), ponieważ strassery hodowane w miastach często się tam pożywiały.

## Typy rasy
Wyróżnione są podstawowe odmiany barwne: czarny, niebieski, żółty, czerwony, biały, oraz ich częściowe modyfikacje, np. niebieskopłowe z białymi pasami.

## Budowa

### Opis budowy
Strasser jest potężnym, postawnym gołębiem szerokiej sylwetce, dużej głowie, szerokiej klatce piersiowej i plecach, o posturze kury.
Głowa gołębia jest zaokrąglona, duża i szeroka, czoło szerokie i wznoszące się; oczy w kolorach od czystej czerwieni do pomarańczowoczerwonego. Dziób mocny, średniej długości. Niewielkie, lecz dobrze rozwinięte woskówki. Szyja mocna, średniej wielkości.
Pierś szeroka, nisko osadzona i głęboka. Plecy stosunkowo krótkie, lekko nachylone w stronę ogona (powinny tworzyć z nim jedna linię) i szerokie. Skrzydła gołębia opierają się na ogonie, są krótkie, dosyć mocne. Ogon dosyć szeroki, lekko wygięty w górę, ciasno upchnięty. Nogi mocne, krótkie, nieopierzone.

### Standard masy ciała
- Waga samca: 900 g, zdarzają się cieższe[2]. Jeśli Wsamca≥1 kg wydajność karmienia potomstwa i miara ogólnego stanu zdrowia gołębia są niskie[6].
- W. samicy: 800 g[2]

## Zachowania lęgowe

### Odchów potomstwa
Jak u wszystkich ras gołębi, zarówno samiec jak i samica przygotowują gniazdo i dbają o nie; samce wykonują tę czynność aktywniej od samic. Gniazdo strassery wypychają puchami, w przeciwieństwie do ras takich jak np. garłacz angielski czy indian, które wykładają podłoże trawą, mchem itp. Eksperyment pokazał, iż strassery inaczej niż większość gołębi nie odrzucają dołożonego przez badaczy trzeciego jaja, choć zazwyczaj samica odchowuje dwa jaja.

### Monogamia
Badanie zespołu Shehzada Zareena pokazało, iż samce strasserów nie cechują się wiernością wobec partnerów – wszystkie z grupy liczącej 14 par rozpoczęły zaloty do młodej samicy umieszczonej w klatce po izolacji od dotychczasowych partnerów; samice strassera z kolei wcale nie zareagowały na zaloty nowych samców.

## Hodowla
Gołąb z uwagi na duże rozmiary i małą płochliwość jest ceniony i chętnie wykorzystywany jako gołąb mięsny. Hodowla nie należy do najtrudniejszych, jednak powinno się przeznaczyć dla ptaka cały gołębnik lub dużą wolierę – strasser słabo fruwa, wejście do gołębnika powinno być usytuowane względnie nisko, podobnie jak klatki. Należy zadbać by gołąb posiadał mimo wszystko dużą przestrzeń do lotów – zbyt ciężkie osobniki nie są wydajne produkcyjnie i zdrowe.

### Unikać
Dużymi błędami w budowie gołębia są m.in. zbyt mała i wąska ogólna sylwetka, zbyt duża lub mała masa gołębia, nietypowa budowa głowy, opuszczone skrzydła, długi ogon oraz upierzone nogi.

### Oznaczenia gołębia[1][2]
Oznaczenie wg Federacji Europejskiej: EE 23, grupa I. Numer obrączki: 10.